# Columns
Columns (яп. コラムス Корамусу) — компьютерная игра-головоломка, вышедшая в 1990 году для игровой приставки Sega Mega Drive. Впоследствии неоднократно переиздавалась на другие платформы. У игры есть сиквел Columns II, никогда не выходивший за пределами Японии. С 2010 года игра доступна в составе сборника SEGA Mega Drive and Genesis Classics для платформ Linux, macOS, Windows, с 2018 — PlayStation 4, Xbox One и Nintendo Switch.

## Игровой процесс
Игра является вариацией на тему тетриса (1985 г.). Играющий, меняя последовательность цветов квадратиков, пытается присоединить её нужным концом и составить линейку в три квадрата одинакого цвета (три в ряд). Пока колонна падает, игрок может переместить её влево и вправо, а может поменять и позиции цветов в ней. Если после падения колонны образовалась прямая линия из трёх квадратов одинакового цвета по горизонтали, вертикали или диагонали, эти квадраты исчезают. С каждым уровнем колонны падают быстрей. Также есть магический столб, который удаляет все квадраты цвета, на который он упал.

## Отзывы критиков
| Сводный рейтинг       | Сводный рейтинг                                                  |
| Агрегатор             | Оценка                                                           |
| --------------------- | ---------------------------------------------------------------- |
| Metacritic            | (GBA) 70/100                                                     |
| Иноязычные издания    |                                                                  |
| Издание               | Оценка                                                           |
| Famitsu               | (MD) 27/40 (PCE) 27/40 (Game Gear) 23/40 (SFC) 23/40 (PS2) 24/40 |
| GameSpot              | (MD) 5,9/10 (GBA) 6,9/10                                         |
| GameSpy               | (GBA) 75/100                                                     |
| IGN                   | (GBA) 7,2/10 (PC) 7/10                                           |
| Nintendo Life         | (MD) 6/10 (3DS) 7/10                                             |
| Nintendo World Report | (GBA) 7,5/10                                                     |

Рецензент из журнала Wizard оценил игру на B+, охарактеризовав её «как Tetris, но немного лучше». Японский журнал MegaTech оценил игру на 88 %. Британский журнал Mega назвал игру 34-й в своём списке лучших игр для Sega Mega Drive.